# Alexa Noel
Alexa Noel (* 6. September 2002 in Scottsdale, Arizona) ist eine US-amerikanische Tennisspielerin.

## Karriere
Noel begann im Alter von sechs Jahren mit dem Tennisspielen und bevorzugt Sandplätze. Sie spielt bislang vor allem auf der ITF Women’s World Tennis Tour, bei der sie bislang einen Einzeltitel erringen konnte.
2018 erreichte sie bei den Australian Open das Achtelfinale des Juniorinneneinzels und Juniorinnendoppels, bei den French Open das Viertelfinale im Juniorinnendoppel, in Wimbledon das Viertelfinale im Juniorinnendoppel und bei den US Open ebenfalls das Viertelfinale im Juniorinnendoppel. Bei den Olympischen Jugend-Sommerspielen scheiterte sie in allen drei Wettbewerben (Mädcheneinzel, Mädchendoppel und Mixed) bereits in der ersten Runde.
2019 erreichte sie in Wimbledon das Finale im Juniorinneneinzel gegen Darija Snihur, das sie mit 4:6 und 4:6 verlor.

## Turniersiege

### Einzel
| Nr. | Datum           | Turnier | Kategorie   | Belag     | Finalgegnerin     | Ergebnis |
| --- | --------------- | ------- | ----------- | --------- | ----------------- | -------- |
| 1.  | 26. Januar 2020 | Cancún  | ITF $15.000 | Hartplatz | Nika Kuchartschuk | 6:3, 6:2 |